# Ligne S20 du RER bruxellois
Pour les articles homonymes, voir S20.
La ligne S20 du RER bruxellois, plus simplement nommée S20, est une ligne de train de l'offre ferroviaire suburbaine à Bruxelles, composante du projet Réseau express régional bruxellois. Elle ne dessert aucune commune de Bruxelles mais relie entre elles les gares de Louvain et Ottignies via Wavre.
Elle emprunte les infrastructures de la ligne 139 (Louvain - Ottignies) sur toute sa longueur.

## Histoire
La ligne S20 fait partie de l'offre ferroviaire S de Bruxelles lancée le 13 décembre 2015,.
Elle permet la desserte de la ligne 139 sur toute sa longueur et permet de nombreuses correspondances dans ses deux gares terminales.
Elle est actuellement exploitée au rythme de deux trains par heure, en semaine, et un seul train par heure les weekends et jours fériés. Elle peut être utilisée pour se rendre au parc Walibi Belgium.

## Liste des gares
La desserte de la ligne S20 comporte les gares suivantes :
- Louvain
- Heverlee
- Oud-Heverlee
- Sint-Joris-Weert
- Pécrot
- Florival
- Archennes
- Gastuche
- Basse-Wavre
- Wavre
- Bierges-Walibi
- Limal
- Ottignies

## Exploitation
Tous les trains de la ligne S20 sont composés d’automotrices Siemens Desiro ML série AM 08 de la SNCB. La plupart des trains sont composés d'une automotrice (soit trois voitures), quelques-uns en comportent deux (soit six voitures) aux heures de pointe.